# Troësne
Die Troësne (auch: Troesne) ist ein Fluss in Frankreich, der in den Regionen Hauts-de-France und Normandie verläuft. Sie entspringt im Gemeindegebiet von Hénonville, entwässert generell Richtung Nordwest bis West und mündet nach rund 27 Kilometern im Stadtgebiet von Gisors als linker Nebenfluss in die Epte. Im Oberlauf ist der Fluss kanalisiert und trägt den Namen Canal de Marquemont, erst ab Chaumont-en-Vexin ist er unter seinem eigentlichen Namen bekannt.
Auf ihrem Weg durchquert die Troësne die Départements Oise und Eure.

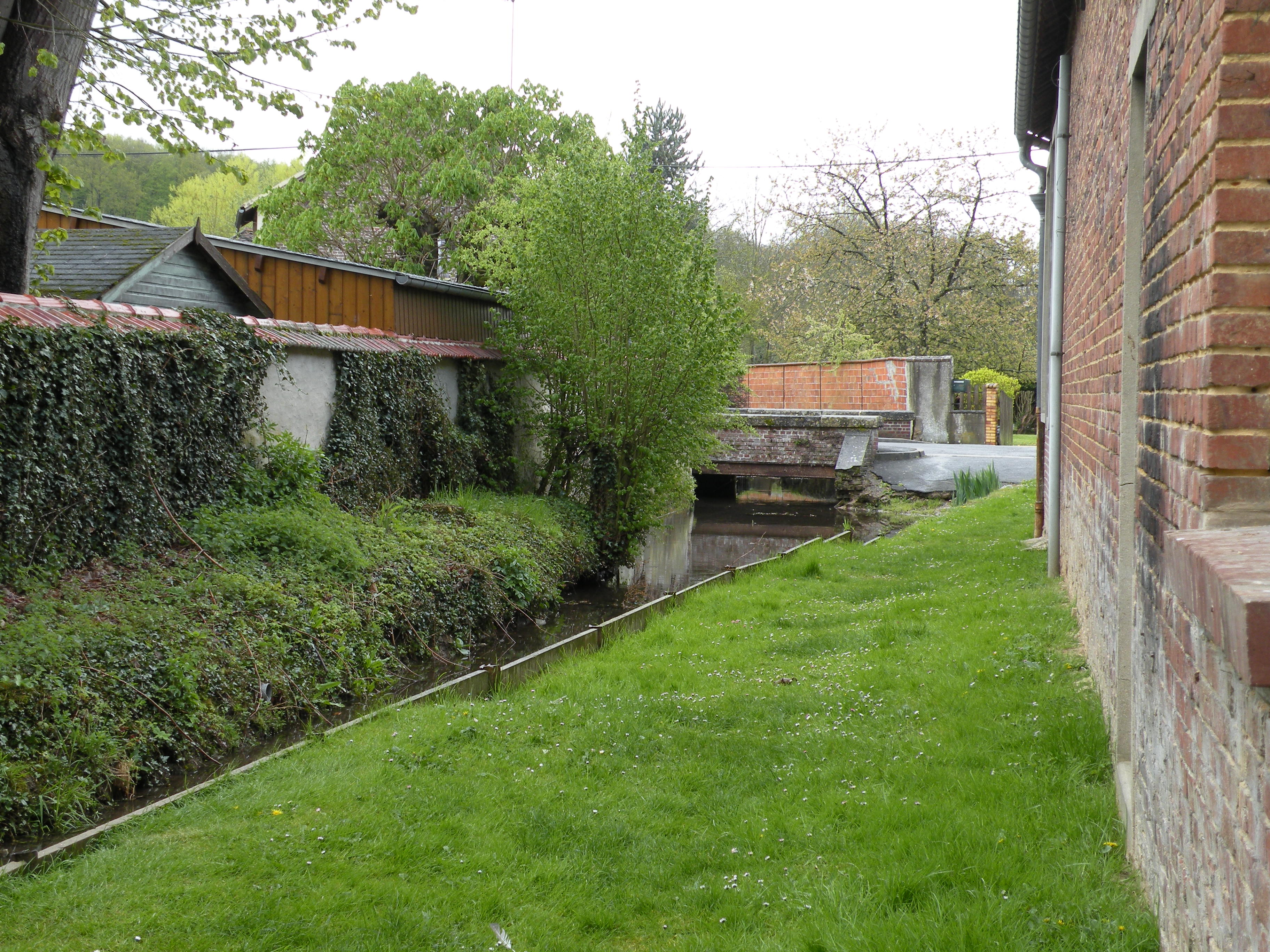
Der Ru du Mesnil in Fresneaux-Montchevreuil

Im Gemeindegebiet von Fleury nimmt der Canal de Marquemont den 10,6 km langen Bach Ru du Mesnil, bei Trie-Château die Troësne die Aunette auf.

## Orte am Fluss
(Reihenfolge in Fließrichtung)
- Chaumont-en-Vexin
- Trie-Château
- Gisors